# Sankt Clemens Sogn
Sankt Clemens Sogn er et sogn i Randers Søndre Provsti (Århus Stift). Sognet ligger i Randers Kommune; indtil Kommunalreformen i 1970 lå det i Støvring Herred (Randers Amt). I Sankt Clemens Sogn ligger Sankt Clemens Kirke.
I Sankt Clemens Sogn findes flg. autoriserede stednavne:
- Nyvang (bebyggelse)
- Næstnyvang (bebyggelse)
- Udervang (bebyggelse)